# Vaccinium griffithianum
Vaccinium griffithianum är en ljungväxtart som beskrevs av Robert Wight. Vaccinium griffithianum ingår i Blåbärssläktet, och familjen ljungväxter. Inga underarter finns listade i Catalogue of Life.